# Раджен, Никола
Ни́кола Ра́джен (серб. Никола Рађен, 29 января 1985, Сомбор, Сербия) — сербский ватерполист, член сборной Сербии, обладатель бронзовых медалей Олимпийских игр 2008 в Пекине и 2012 в Лондоне.
Играет в ватерпольном клубе «Црвена звезда»». Он был членом мужской национальной сборной Сербии по водному поло на Олимпийских играх 2008 года в Пекине. Вместе с Сербией он выиграл чемпионат мира 2009 года, а также чемпионат Европы 2012 года в Эйндховене.  
Женат на сербской певице Ане Кокич.